# Samlivsform
Alternative samlivsformer er et samlebegreb, som omfatter alle måder at leve sammen på uden for ægteskab og kernefamilie, som traditionelt har været de mest accepterede samlivsformer. Det er et vagt begreb, og der er uenighed om hvor bredt, det skal bruges. Der tales ofte om at myndighederne "må give plads for alternative samlivsformer".

## Hvilke typer samlivsformer er alternative?
Der er uenighed om hvilke typer samlivsformer, man skal give betegnelsen "alternative". Enkelte mener, det udelukkende bør omfatte kærlighedsforhold uden for ægteskab, andre at det også bør inkludere ting som storfamilie, kollektiv, to venner, som bor sammen osv. Udtrykket alternativ samlivsform bliver normalt ikke brugt fra barnets synsvinkel, dvs. selv om et barn bor sammen med blot en forælder, eller i delt omsorg, med eller uden stedforældre, regnes ikke det som alternativ samlivsform. Det er voksne mennesker/teenagere, som er flyttet hjemmefra og er selvstændige, som lever i "alternative" samlivsformer.

## Historie
Udtrykket dukkede antagelig op i 1960'erne, da hippiekulturen fremkom med ideer om fri kærlighed og kollektivsamfund. Senere subkulturer som punkere er blevet set som forkæmpere for alternative samlivsformer. Også om homofile, som jo først i de senere år har fået tilladelse til at gifte sig i nogle få lande, bliver det ofte hævdet, at de er gået i brechen for alternative samlivsformer.

## Kan man kalde en samlivsform for alternativ?
Alternativ samlivsform er et omstridt udtryk, netop fordi brugen af begrebet sætter kernefamilien som en norm. Normer ses oftest som værende positive for samfundet, og derfor mener enkelte, at anvendelsen af ordet "alternativt" på en samlivsform er en måde at stemple den pågældende samlivsform som negativ. Andre mener derimod, at begrebet er vigtigt, da det sætter fokus på, at der findes mennesker, som ønsker et alternativ til normen (ægteskab) og at myndigheder og majoriteten måske ikke længere bør se på det som en norm.